# バーラーコート空爆
バーラーコート空爆（バーラーコートくうばく）は、2019年2月26日にインドがイスラム過激派の拠点を破壊するためにパキスタン領内で行った空爆である。インドにとって、1971年の第三次印パ戦争以来48年ぶりに行われた、パキスタンに対する越境空爆であった。

## 背景
2019年2月14日、ジャンムー・カシミール州プルワマ県の国道を走行していた治安部隊のバスに、爆弾を積んだ乗用車が突っ込む自爆テロが発生。イスラム過激派組織であるジャイシュ＝エ＝ムハンマドが犯行声明を出した。パキスタンはテロの残虐行為を非難し、事件に対する一切の関与を否定した。 
空爆は2019年インド総選挙に先立って発生した。そのためパキスタン首相は、来る総選挙に向けてインド政府がパキスタンを攻撃したのではないかと主張した。インド政府はこの主張を否定した。 

## 経過
2019年2月26日、パキスタン軍は、インドの戦闘機がバーラーコート近くの無人の丘の上に爆弾を投下したと発表した。   
その後、インドは空爆について確認してから、インド空軍がプルワマ襲撃事件に対する報復として空爆を実施したと発表した。さらに空爆は、パキスタンにいるジャイシュ=エ=ムハンマドを標的とした「非軍事」かつ「先制的」な行動だとしている。第三次印パ戦争以来、初めて戦闘機が境界線を越えることとなった。
2月27日、パキスタン空軍は自軍機のJF-17がインド空軍機のMiG-21とSu-30MKIを撃墜してパイロットの身柄を確保したと発表した。